# Cyrtolabulus carbonarius
Cyrtolabulus carbonarius är en stekelart som beskrevs av Giordani Soika 1989. Cyrtolabulus carbonarius ingår i släktet Cyrtolabulus och familjen Eumenidae. Inga underarter finns listade i Catalogue of Life.